# Open GDF SUEZ Clermont-Ferrand 2011
L'Open GDF SUEZ Clermont-Ferrand 2011 è stato un torneo professionistico di tennis femminile giocato sul cemento. È stata la 5ª edizione del torneo, che fa parte dell'ITF Women's Circuit nell'ambito dell'ITF Women's Circuit 2011. Si è giocato a Clermont-Ferrand in Francia dal 26 settembre al 2 ottobre 2011.

## Partecipanti

### Teste di serie
| Nazionalità | Giocatrice        | Ranking* | Testa di serie |
| ----------- | ----------------- | -------- | -------------- |
| Rep. Ceca   | Andrea Hlaváčková | 94       | 1              |
| Regno Unito | Anne Keothavong   | 104      | 2              |
| Belgio      | Kirsten Flipkens  | 142      | 3              |
| Bulgaria    | Elica Kostova     | 154      | 4              |
| Israele     | Julia Glushko     | 162      | 5              |
| Germania    | Tatjana Maria     | 164      | 6              |
| Slovacchia  | Kristína Kučová   | 170      | 7              |
| Russia      | Ekaterina Ivanova | 178      | 8              |

- Ranking al 19 settembre 2011.

### Altre partecipanti
Giocatrici che hanno ricevuto una wild card:
- Josepha Adam
- Mathilde Cor
- Océane Dodin
- Amandine Hesse

Giocatrici che sono passate dalle qualificazioni:
- Estelle Cascino
- Nadezda Gorbachkova
- Ksenija Lykina
- Patrycja Sanduska
- Isabella Šinikova
- Constance Sibille
- Valerie Verhamme
- Jade Windley

## Campionesse

### Singolare
Andrea Hlaváčková ha battuto in finale  Tatjana Maria con il punteggio di 6–4, 0–6, 7–6(6)

### Doppio
Mervana Jugić-Salkić /  Anne Keothavong hanno battuto in finale  Ekaterina Ivanova /  Ksenija Lykina con il punteggio di 4–6, 6–3, [10–8]